# Passavski sporazum
Passavski sporazum je bil sklenjen avgusta 1552 po uporu severno-nemških protestatskih knezov pod vodstvom Mavricija Saškega kot začasni kompromis med upornimi knezi in Ferdinandom I., tedaj nemškim kraljem in predstavnikom cesarja.
Dogovorjeno je bilo:
- da protestantski knezi pretrgajo zvezo s francoskim kraljem Henrikom II., ki so jo sklenili januarja 1552 s pogodbo v Chambordu
- da cesar izpusti oba ujetnika iz šmalkaldenske vojne, saškega kneza Ivana Friderika I. in hessenskega deželnega grofa Filip I.
- protestantski knezi so se zavezali, da bodo sodelovali pri obrambi cesarstva pred Turki
- dosežen je bil začasen kompromis v verskih vprašanjih; med drugim je bilo dogovorjeno, da lahko cerkvene posesti, ki so bile sekularizirane pred sklenitvijo passavskega sporazuma, ostanejo v posesti novih lastnikov.

Passavski sporazum je bil pravzaprav formalno priznanje protestantizma v cesarstvu s strani cesarjevega zastopnika in je bil ena od osnov za zasedanje državnega zbora v Augsburgu leta 1555.